# 1980 dans le catholicisme
Chronologie du catholicisme
- 1976
- 1977
- 1978
- 1979
- 1980
- 1981
- 1982
- 1983
- 1984

Cet article présente les faits marquants de l'année 1980 dans le catholicisme.

## Évènements
- 2 au 12 mai : voyage apostolique du pape au Zaïre, au Congo, au Kenya, au Ghana, au Burkina Faso et en Côte d'Ivoire.
- 30 mai au 2 juin : voyage apostolique du pape en France.
- 22 juin : béatification de Marie de l'Incarnation et François de Montmorency-Laval.
- 30 juin au 12 juillet : voyage apostolique du pape au Brésil.
- 26 septembre : ouverture du Ve synode des évêques sur la famille chrétienne.
- 15 au 19 novembre : voyage apostolique du pape en Allemagne.
- 30 novembre : publication de l'encyclique Dives in misericordia sur la miséricorde divine.

## Naissances
- 13 février : Mykola Bytchok, cardinal ukrainien, évêque de Saint-Pierre-et-Paul de Melbourne des Ukrainiens
- 1er septembre : religieuse haïtienne
- 21 octobre : Luigi Maria Epicoco, prêtre, théologien, philosophe, écrivain, enseignant et internaute italien

## Décès

### Janvier
- 22 janvier : 
  - Jean Boulier, prêtre et intellectuel engagé français (° 26 avril 1894)
  - Camille Verfaillie, prélat et missionnaire belge, vicaire apostolique de Stanleyville et évêque titulaire d'Oea (° 4 juillet 1892)
- 23 janvier : Jean-Joseph Brierre-Narbonne, prêtre et exégète français (° 16 juillet 1891)
- 30 janvier : Bienheureuse Maria Bolognesi, mystique italienne (° 21 octobre 1924)

### Février
- 16 février : Jean Sulivan, prêtre et écrivain français (° 30 octobre 1913)
- 24 février : Joseph Urtasun, prélat français, archevêque d'Avignon (° 9 août 1894)

### Mars
- 9 mars : Giuseppe Mojoli (en), prélat italien, diplomate du Saint-Siège et archevêque titulaire de Larissa-en-Thessalie (° 31 août 1905)
- 24 mars : Saint Óscar Romero, prélat salvadorien, archevêque de San Salvador, martyr (° 15 août 1917)
- 28 mars : Sara Alvarado Pontón, religieuse colombienne, fondatrice des Dominicaines filles de Notre-Dame de Nazareth (° 12 septembre 1902)

### Avril
- 22 avril : René Ceuppens, prêtre et résistant belge, Juste parmi les nations (° 25 octobre 1911)
- 23 avril : Alfredo Poledrini (en), prélat italien, diplomate du Saint-Siège et archevêque titulaire de Vazari (de) (° 30 juin 1914)

### Juin
- 14 juin : Bienheureux Cosma Spessotto, prêtre, missionnaire au Salvador et martyr italien (° 28 janvier 1923)
- 15 juin : Sergio Pignedoli, cardinal italien de la Curie, précédemment diplomate du Saint-Siège et archevêque titulaire d'Iconium (de) (° 4 juin 1910)
- 18 juin : Auguste Grimault, prélat et missionnaire français, vicaire apostolique de Sénégambie et évêque titulaire de Maximianopolis-en-Palestine (de) (° 31 mars 1883)

### Juillet
- 21 juillet : Amand Hubert, prélat et missionnaire français, vicaire apostolique d'Héliopolis et évêque titulaire de Saïs (de) (° 19 juillet 1900)

### Août
- 5 août : Louis Cesbron, prêtre français (° 2 juillet 1903)
- 15 août : Antoine Braun, prêtre dominicain, théologien et bibliste belge (° 2 décembre 1893)
- 26 août : Charles van Melckebeke, prélat et missionnaire belge, évêque de Yinchuan (° 19 juin 1898)

### Septembre
- 9 septembre : Patrick W. Skehan, prêtre américain spécialiste des langues et littératures sémitiques (° 30 septembre 1909)

### Octobre
- 18 octobre : Albert Descamps, prélat et universitaire belge, évêque auxiliaire de Tournai et évêque titulaire de Tunes (de) (° 27 juin 1916)

### Novembre
- 8 novembre : Aimé-Pierre Frutaz, prêtre et archéologue italien (° 29 août 1907)

### Décembre
- 8 décembre : Antonio Lorenzo Uribe Uribe, prêtre jésuite, botaniste et zoologiste colombien (° 20 janvier 1900)
- 26 décembre : Egidio Vagnozzi, cardinal italien de la Curie, précédemment diplomate du Saint-Siège et archevêque titulaire de Myre (de) (° 26 février 1906)

### Date précise inconnue
- Date précise inconnue : Ludomir Sleńdziński, prêtre jésuite, peintre, sculpteur et pédagogue polonais (° 1889)